# Falco
Johann (Hans) Hölzel, bolje poznan pod psevdonimom Falco, avstrijski pop rock pevec in tekstopisec, * 19. februar 1957, Dunaj, Avstrija, † 6. februar 1998, Puerto Plata, Dominikanska republika. 

Znan je predvsem po uspešnici Rock Me Amadeus. Za časa svojega življenja je prodal okoli 60 milijonov plošč.

## Mladost in šolanje
Hans Hölzel se je rodil 19. februarja 1957. leta na Dunaju, kot edini preživeli izmed trojčkov. Že zelo zgodaj je pokazal nadarjenost za glasbo.  Ko je bil star pet let, je sodeloval na avdiciji Dunajske glasbene akademije (Wiener Musikakademie), kjer so potrdili, da ima absolutni posluh.
Leta 1963 je začel obiskovati zasebno katoliško šolo. Od leta 1967 je nadaljeval svoje izobraževanje na Rainer-Gymnasium na Dunaju. Leta 1973 je opustil šolanje. Pri sedemnajstih letih se je odločil za osem mesečno služenje vojaškega roka v avstrijski vojski.
Po služenju vojaškega roka, se je leta 1977 vpisal na Dunajski glasbeni konzeravtorij (Wiener Musikkonservatorium), vendar je izstopil že po enem letu, da bi postal “pravi glasbenik”.

## Glasbena kariera

### Začetki (1977 - 1980)
Kratek čas je živel v Zahodnem Berlinu, kjer je sodeloval v jazz skupini in raziskoval tamkajšnjo klubsko sceno. Po vrnitvi v Avstrijo, si je izbral umetniško ime po vzhodnonemškem smučarskem skakalcu Falku Weißpflogu, vendar je ime Falko spremenil v Falco, da je ime postalo bolj mednarodno.
Ko je ponovno bil na Dunaju, je prvo igral v skupini Hallucination Company, s katero je dosegel svoje prve uspehe. Kasneje je svojo glasbeno pot nadaljeval kot basist v hard rock skupini Drahdiwaberl (hkrati je deloval še v skupini Spinning Wheel). S skupino Drahdiwaberl je ustvaril in izvajal tudi pesem Ganz Wien, ki jo je kasneje vključil na svoj debitantski album Einzelhaft.

### Prva albuma (1981 – 1984)
Ob uspehu pesmi Ganz Wien je spoznal dunajskega založnika Markusa Spiegla, s katerim je sklenil pogodbo in tako je Falco začel svojo samostojno pot. S producentom Robertom Pongerjem je ustvaril skladbo Der Komissar, ki je hitro postala hit. Der Komissar je postala uspešnica v Evropi in tudi v ZDA. Skupno se je skladba Der Komissar prodala v več kot sedem milijonov izvodih. Leta 1982 je izdal svoj prvi album z naslovom Einzelhaft, ki je prodrl na vrhove avstrijskih in nemških lestvic.
Njegov drugi album, Junge Römer (izšel leta 1984), ni dosegel takšnega uspeha kot prvi.

### Mednaroden preboj (1985 – 1987)
Zaradi komercialnega neuspeha z albumom Junge Römer je Falco zaključil sodelovanje z Robertom Pongerjem in začel ustvarjati z nizozemskima producentoma, bratoma Robom in Ferdijem Bollandom. Falco je v tem času posnel skladbo Rock Me Amadeus, za katero je dobil navdih v filmu Amadeus režiserja Miloša Formana. Rock Me Amadeus je postala velika mednarodna uspešnica, Falcu je prav tako uspel preboj na vrh lestvice Billboard Hot 100. Njegov tretji album, Falco 3, je prav tako dosegel velik mednaroden uspeh in prišel na tretje mesto na ameriški lestvici Billboard 200. Naslednja singla iz istega albuma, Vienna Calling in Jeanny, sta prav tako postala uspešnici, vendar je skladba Jeanny zaradi kontroverznosti dvignila veliko prahu in nekatere radijske postaje v Nemčiji so jo celo bojkotirale, vendar je Jeanny postala prodajna uspešnica.
Leta 1986 je izšel njegov četrti album, z naslovom Emotional, na katerem se nahajajo pesm The Sound of Musik, Coming Home (Jeanny Part 2, Ein Jahr danach) in Emotional. Po izidu tega albuma se je podal na svetovno turnejo, ki se je začela v Evropi in končala na Japonskem.

### Nazadovanje (1988 - 1991)
Po turneji je Falco bil izmučen, tako fizično kot psihično in se je za nekaj časa umaknil iz javnosti. Konec leta 1987 je posnel singl Body Next to Body v duetu z dansko pevko Brigitte Nielsen, vendar ni dosegel večjega uspega. Naslednji album, Wiener Blut, je izšel leta 1988, vendar prav tako ni izpolnil pričakovanj.  Zaradi neuspeha tega albuma je prekinil sodelovanje z bratoma Bolland. Z Robertom Pongerjem, s katerim je že naredil svoja prva albuma, je ustvaril naslednji album, Data de Groove, ki pa prav tako ni bil pretirano uspešen.

### Povratek (1992 – 1994)
Jeseni leta 1992 je izšel njegov naslednji album z naslovom Nachtflug, ki se je odrezal bolje od prejšnjega albuma. Singl Titanic, je bil - vsaj v Avstriji - prav tako uspešen.
Po uspehu albuma Nachtflug se je spomladi 1993 podal na turnejo po Evropi. V sklopu turneje je nastopil tudi na dunajskem Donauinselfest, kjer se je na njegovem koncertu zbralo več kot 100 000 poslušalcev.

### Menjava sloga (1995–1997)
Z izidom singla Mutter, der Mann mit dem Koks ist da (pod psevdonimom T>>MA) se je leta 1995 podal v bolj techno vode. V letu 1996 se je iz Dunaja preselil v Dominikansko republiko. Poleti 1996 je izdal skladbo Naked, vendar ni bilo pričakovanega uspeha, zato se je Falco odločil preložiti izid svojega novega albuma. Naked je tako postal zadnji singl, ki je izšel za čas njegovega življenja.

### Smrt (1998)
6. februarja 1998 je Falco umrl v avtomobilski nesreči na cesti med krajema Villa Montellano in Puerto Plata na Dominikanski republiki. Obdukcija je pokazala da je imel v krvi 1,5 ‰ alkohola in večje količine kokaina ter marihuane.
Falco je pokopan na dunajskem pokopališču Zentralfriedhof.

## Zasebno življenje
17. junija 1988 se je poročil z Isabello Vitkovic v Las Vegasu, zakon je bil kratkotrajen, končal se je namreč že naslednje leto. Marca 1986 se jima je rodila hči Katharina Bianca, vendar je test očetovstva jeseni 1993 potrdil, da Falco ni njen biološki oče in to ga je zelo prizadelo.

## Diskografija

### Studijski albumi
- 1982: Einzelhaft
- 1984: Junge Römer
- 1985: Falco 3
- 1986: Emotional
- 1988: Wiener Blut
- 1990: Data de Groove
- 1992: Nachtflug
- 1998: Out Of The Dark (Into The Light)
- 1999: Verdammt wir leben noch

### Singli
- 1981: That Scene (Ganz Wien)
- 1982: Der Kommissar
- 1982: Maschine Brennt
- 1982: Zuviel Hitze
- 1982: Auf Der Flucht
- 1982: On The Run
- 1984: Kann Es Liebe Sein?
- 1984: Junge Römer
- 1984: Nur Mit Dir
- 1985: Rock Me Amadeus
- 1985: Vienna Calling
- 1985: Jeanny Part I
- 1986: The Sound Of Musik
- 1986: Coming Home
- 1986: Emotional
- 1986: Jeanny
- 1986: Vienna Calling - 86 Edit/Mix
- 1987]: Body Next To Body (meets Brigitte Nielson)
- 1988: Wiener Blut
- 1988: Satellite To Satellite
- 1988: Garbo
- 1988: Do It Again
- 1989: Falco
- 1990: Data De Groove
- 1990: Charisma Kommando
- 1991: Rock Me Amadeus Remix 1991
- 1991: Der Kommissar
- 1992: Titanic
- 1992: Nachtflug
- 1992: Dance Mephisto
- 1993: Monarchy Now
- 1996: Mutter Der Mann Mit Dem Koks Ist Da (T>>MA)
- 1996: Mutter Der Mann Mit Dem Koks Ist Da (T>>MA feat. Falco)
- 1996: Mutter Der Mann Mit Dem Koks Ist Da Remixes (T>>MA feat.)
- 1996: Naked (feat. T>>MB)
- 1998: Out Of The Dark
- 1998: Der Kommissar Jason Nevins And Club 69 Remixes
- 1998: Egoist
- 1998: Push! Push!
- 1999: Europa
- 1999: Verdammt Wir Leben Noch
- 2007: Männer Des Westens (T. Börger Version 2007)
- 2007: Falcos 1.
- 2008: Der Kommissar
- 2008: Die Königin Von Eschnapur
- 2009: The Spirit Never Dies
- 2010: Kissing In The Kremlin

## Odlikovanja in priznanja
- 1986: zlata medalja za zasluge dežele Dunaj (Goldenes Verdienstzeichen des Landes Wien) [16]